# Bărăgan

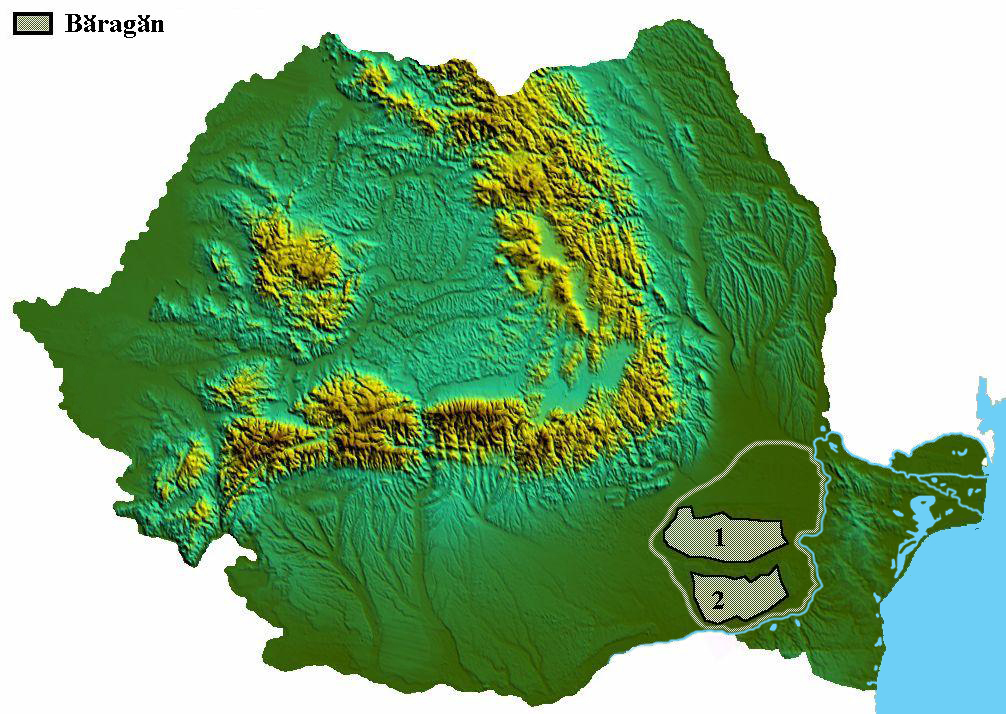
Mapa

Bărăgan nebo Bărăganská step (rumunsky Câmpia Bărăganului) je bezlesá rovinatá krajina v Rumunsku mezi hlavním městem Bukureští a dolním tokem Dunaje. Řeka Ialomiţa dělí region na dvě části: Bărăganul Călmăţuiului na severu a Bărăganul Ialomiţei na jihu, významnými městy jsou Brăila, Călărași a Slobozia.
Oblast se vyznačuje horkými suchými léty (byl zde naměřen rumunský teplotní rekord 44,5 °C) a mrazivými zimami, kdy se po pláních prohání silný vítr crivăț (název kraje se odvozuje od kumánského výrazu „buragan“, který znamená bouři). Původně byla využívána k pastevectví, od konce 19. století se na černozemi pěstuje obilí a kukuřice. Žije zde vzácný drop velký.
Panait Istrati popsal drsný život místních obyvatel v románu Bodláčí bărăganské (česky 1933, 1975).
Po nástupu Rumunské komunistické strany k moci bylo do nehostinného a řídce osídleného Bărăganu nuceně vysídleno asi čtyřicet tisíc osob: příslušníků politické opozice, buržoazie, kléru nebo národnostních menšin (především Srbové a Němci).

## Galerie

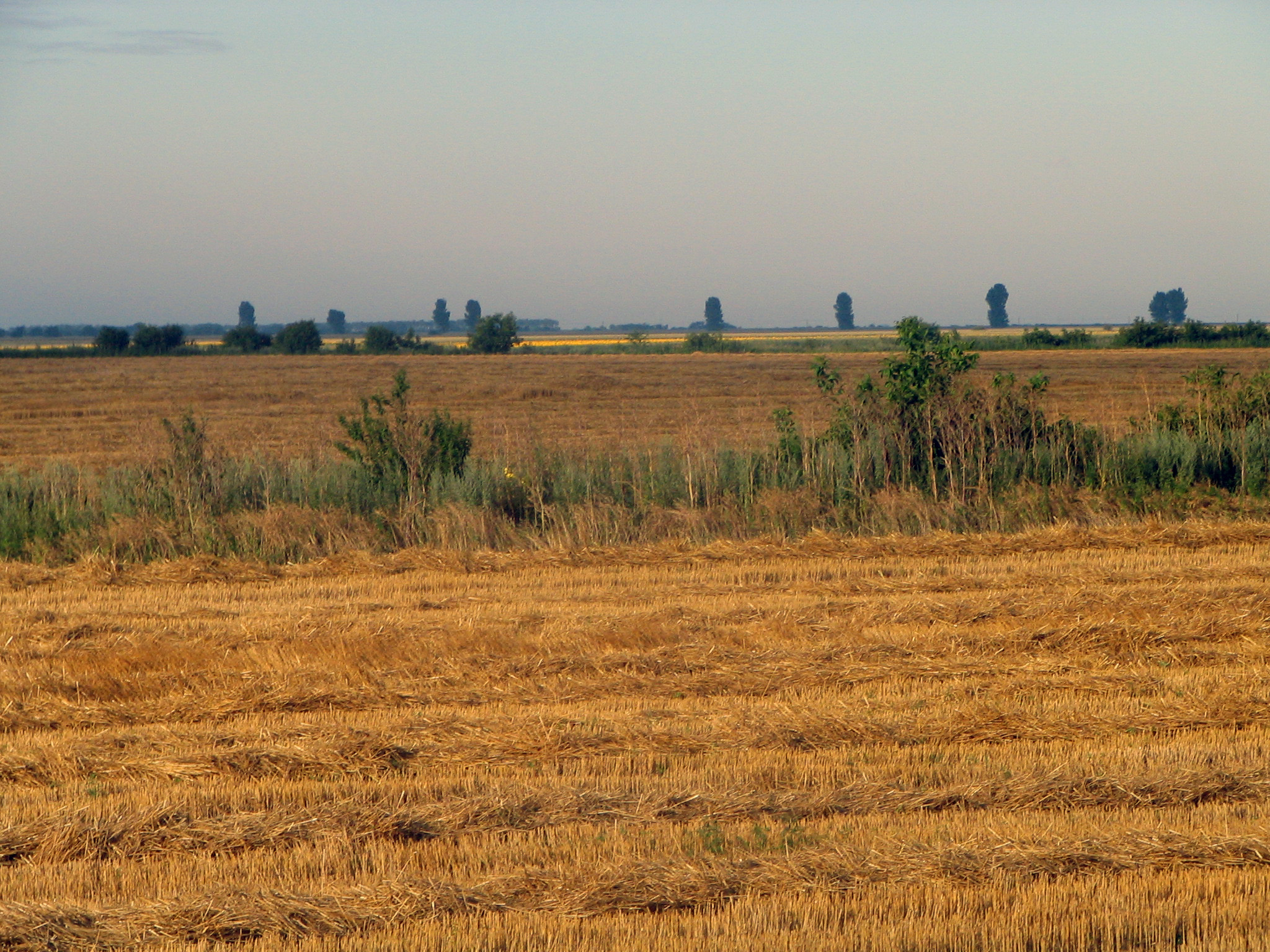
Pole
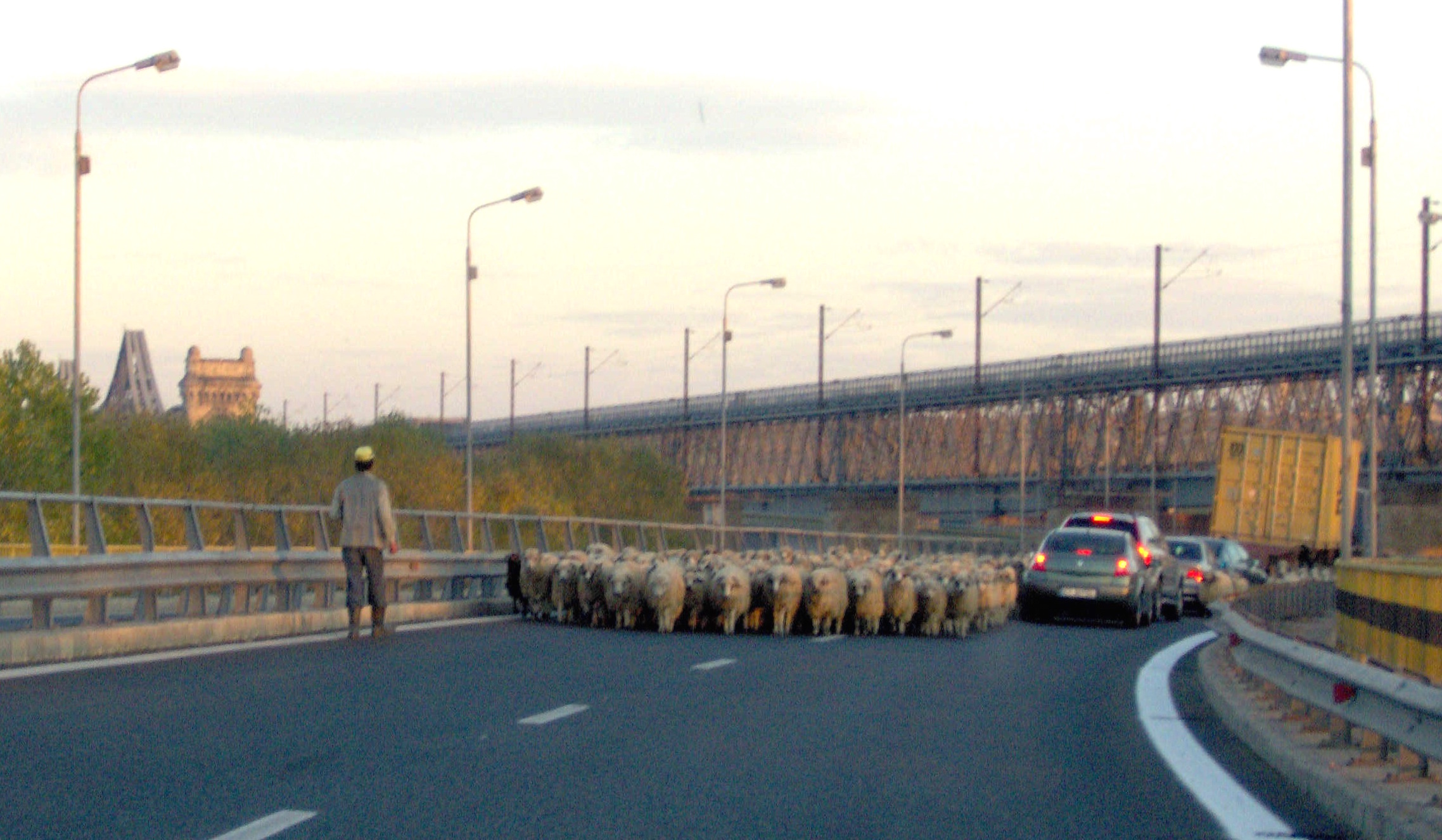
Pastevec na dálnici
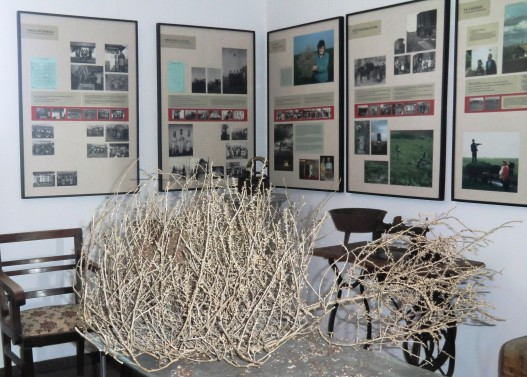
Stepní vegetace